# Farmers' Alliance
La Farmers' Alliance (Alianza de Agricultores) fue una organización campesina de Estados Unidos de América fundada en Texas 1877 y que enseguida se extendió por otros estados del sur y del medio oeste, especialmente por Kansas y las dos Dakotas. A finales de siglo XIX ya abarcaba todo el país y hacia 1900 contaba con un millón y medio de miembros, mientras que la organización paralela Alianza de Agricultores de Color, decía contar con un millón de afiliados. Según Aurora Bosch, «el éxito de la Alianza se debía tanto a su programa económico-cooperativo, como a su amplia organización cívica y social ―que no discriminaba por sexo o raza―, a su productivismo republicano y a la influencia del evangelismo». Cuando en 1890 el Congreso rechazó su propuesta de que el Tesoro concediera créditos a los agricultores al 1 por 100 de interés ―y que se les permitiera almacenar su grano en silos gubernamentales― los aliancistas se organizaron políticamente para defender sus intereses y contribuyeron a fundar en 1892 el populista Partido del Pueblo, mientras que en el sur intentaron que el Partido Demócrata nominara a candidatos proaliancistas —de hecho en las elecciones de 1890 fueron elegidos cuatro gobernadores que simpatizaban con la Alianza, además de siete legisladores, cuarenta y cuatro congresistas y algunos senadores—.